# Luděk Pojezný
Luděk Pojezný (Prága, 1937. március 7. –) Európa-bajnoki ezüst- és olimpiai bronzérmes cseh evezős.

## Pályafutása
Az 1960-as római olimpián és az 1964-es tokiói olimpián nyolcasban bronzérmes lett. Az Európa-bajnokságokon egy-egy ezüst-, és bronzérmet szerzett.

## Sikerei, díjai
- Olimpiai játékok – nyolcas
  - bronzérmes (2): 1960, Róma, 1964, Tokió
- Európa-bajnokság - nyolcas
  - ezüstérmes: 1959
  - bronzérmes: 1963